# Obock
Obock (anche Obok o Ubuk) è una città dello Stato africano di Gibuti, capoluogo dell'omonima regione e dell'omonimo distretto nella parte nord-est del paese.

## Geografia
La città si trova sulla sponda settentrionale del golfo di Tagiura dove questo si apre sul golfo di Aden, ed è servita da un aeroporto di uso locale e da un traghetto che la collega con la capitale Gibuti sulla sponda meridionale del golfo.

## Storia
Piccolo centro abitato del Sultanato di Ifat e del Sultanato di Adal, l'11 marzo 1869 Obock divenne il sito della prima colonia della Francia nella regione, poi divenuta "Costa francese dei somali" o Somalia francese; centro amministrativo del possedimento francese, dopo l'apertura del canale di Suez nel 1869 Obock divenne sede di una stazione di rifornimento per le navi che percorrevano il Mar Rosso, ma poiché l'ancoraggio era troppo esposto ai venti nel 1896 il principale porto della colonia divenne la cittadina di Gibuti più a sud, eletta a nuova capitale coloniale. Anche dopo l'indipendenza Obock rimase uno dei centri principali della parte settentrionale di Gibuti insieme alla città di Tagiura; con 21.200 abitanti, al 2012 risultava la quinta città più popolosa dello Stato.

## Amministrazione

### Gemellaggi
- Somalia: Zeila
- Yemen: Hadibu